# Dogwatch Saddle
Der Dogwatch Saddle (englisch für Hundewachesattel) ist ein verschneiter Bergsattel im ostantarktischen Viktorialand. In den Prince Albert Mountains liegt er zwischen Mount Brøgger und Mount Morrison und trennt das Einzugsgebiet des Benson-Gletschers von demjenigen des Cleveland-Gletschers.
Eine Mannschaft des New Zealand Antarctic Research Program errichtete hier im Januar 1990 während der Nacht ein Lager. Die Benennung soll an diese Begebenheit erinnern.